# Riemannova geometrie
Riemannova (riemannovská) geometrie je oblast diferenciální geometrie, která se zabývá studiem Riemannových prostorů. Riemannův prostor je hladká varieta, na které lze měřit velikosti a úhly tečných vektorů, měřit délky křivek a paralelně přenášet vektory.
Riemannova geometrie vznikla v polovině 19. století ve snaze zobecnit a klasifikovat nové neeukleidovské geometrie jako jsou hyperbolická a sférická geometrie. Tyto geometrie se v Riemannově geometrii vyskytují jako plochy s nenulovou konstantní křivostí, přičemž eukleidovská geometrie se dá modelovat jako Riemannova geometrie s nulovou křivostí.

## Pseudoriemannova geometrie
O Riemannově geometrii se obvykle hovoří pouze v případě, že všechny nenulové tečné vektory mají kladnou velikost. Jinými slovy, metrický tenzor je pozitivně definitní. Je-li indefinitní, což je příklad prostoročasu v obecné teorii relativity, pak se hovoří o pseudoRiemannově (pseudoriemannovské) geometrii. Podkladový prostor se pak nazývá pseudoriemannova varieta. Pseudoriemannova geometrie našla uplatnění především v Einsteinově obecné teorii relativity, ve které slouží jako model časoprostoru. Rovnice obecné teorie relativity pak dávají do souvislosti hmotu a zakřivení časoprostoru, přičemž se předpokládá, že předměty se pohybují po geodetikách.